# Knights of Honor
Knights Of Honor е компютърна игра в жанра стратегия в реално време от българския производител Black Sea Studios. В основата на играта стои карта на Европа, част от Северна Африка, Близкия изток и Русия, разделена на държави и провинции. Играта предлага три периода – ранен (10 – 11 век), среден (12 – 13 век) и късен (средата на 14 век). Началното разделението на картата между нациите е съобразено със съответния исторически период. Целта е играча да поеме дадена държава, да я разшири, укрепи и стигне до една от няколкото възможни победи.

## Военно дело
В рамките на една провинция могат да действат няколко маршали (армии), т.е. може, маневрирайки, да нанасяте удари по противника на части, да отстъпвате или да спрете настъпващите вражески армии, докато чакате подкрепления. Съответстващото умение на командира, което той добива чрез натрупания в битките опит, позволява да се строят укрепени лагери. При наличие на подготвена армия те служат за отбрана не по-зле от която и да е крепост.
Битките в играта се състоят в два режима: чист RTS-режим, където отрядите се строяват във формации, и опростен (условен), където крайния изход зависи от ефективността на проведената по-рано селекция.
Особеното отличие на KoH от конкурентите е ограничението на размера на войската (за маршалите, назначавани от играча, има общо девет места, а от своя страна те могат да командват максимум дванадесет отряда, от които четири – с обсадна функция).

## Икономика
Ръстът на градовете зависи от ходовете на играча. Могат да се строят технологически „дървета“ по преценка на играещия, които ускоряват развитието на военната, хранително-вкусовата и селскостопанската промишленост.
Основен източник на злато в хазната в началния етап са данъците, плащани населението. След сключването на търговски договори играчът може да наеме търговци, които да печелят пари на чуждите пазари. Следващият етап на развитие представлява изграждането на мощна промишленост: производство, пристанища и така нататък.
Данъците постепенно могат да бъдат премахнати за сметка на търговията и производственните печалби. При натрупване на много неизползвани пари в хазната се увеличава инфлацията, която „изяжда“ приходите, които постепенно се редуцират, докато натрупаната сума не се похарчи.
Ресурси
В играта има три вида ресурси, които могат да бъдат използвани за различни подобрения. Златото се използва за набиране на войници, строене на сгради и т.н. Основни източници на злато са данъците, религията и силата на царството.

## Дипломация
Дипломацията в играта е структурирана така, че играчът интуитивно да намира нужното разрешение на проблема си. С малък подарък (пари, земя) може да спечели приятелството на дадена държава. Друга възможност представлява сключването на династичен брак, от който може да получи важни придобивки. Победените държави могат да се превръщат във васал, плащащи солидни суми на сюзерена си. Може да се сключи договор за ненападение и дори съюз с друга държава, с помощта на която да бъде нападната трета.

## Графика
За времето, през което излиза, играта притежава завидни графични качества. Това се дължи на изометричния двуизмерен терен, покрит с детайлно направени текстури, както и на реалистично изобразените природни обекти, сгради и растителност.

## Системни изисквания

### Минимални
- Windows XP, Windows ME, Windows 2000, Windows 98 Second Edition
- CPU: Pentium 3/Athlon 1 GHz
- RAM: 256 MB
- Video: 16 MB video
- Screen Resolution: 1024x768
- HDD: 1.3 GB
- 8x CD-ROM/DVD-ROM drive или ISO емулатор (напр. Daemon Tools)
- Sound: DirectX 9.x compatible

### Препоръчителни
- CPU: Pentium 4/Athlon XP 1.5 GHz
- RAM: 512 MB
- Video: 3D accelerator, 64 MB
- 16x CD-ROM/DVD-ROM drive или ISO емулатор (напр. Daemon Tools)
- Останалите са сходни с минималните.